# Sénat de Virginie
Pour les autres articles nationaux ou selon les autres juridictions, voir Sénat.
162e Assemblée générale de Virginie
Capitole de l'État de Virginie
Le Sénat de Virginie  (en anglais : Senate of Virginia) est la chambre haute de l'Assemblée générale de l'État américain de Virginie.

## Organisation

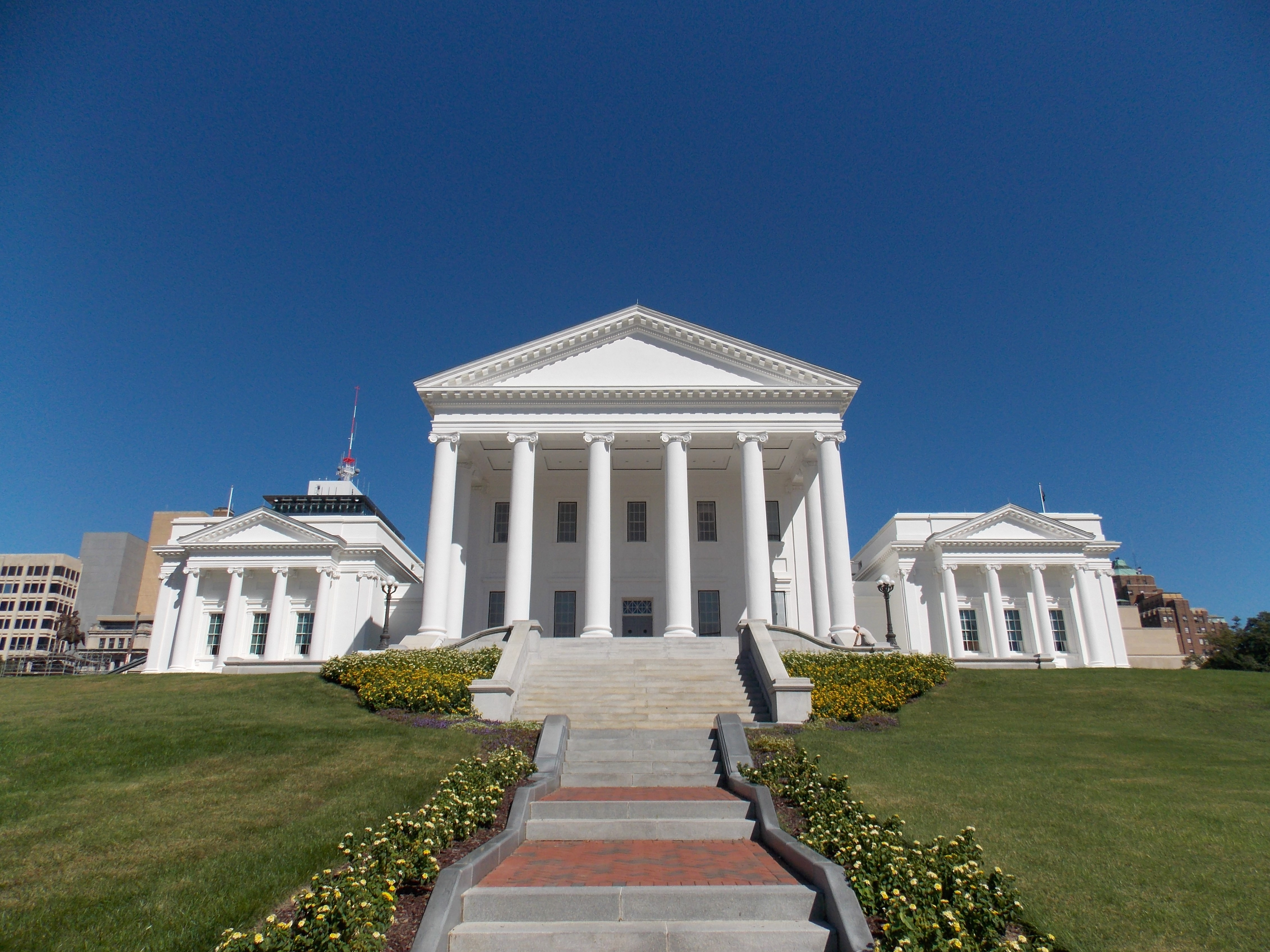
Le Capitole de l'État de Virginie où siège le Sénat.

Le Sénat est composé de 40 sénateurs élus pour 4 ans, rééligibles sans limite et représentant un nombre égal de circonscriptions sénatoriales. Il est présidé par le lieutenant-gouverneur de la Virginie. En l'absence du lieutenant-gouverneur, le président pro tempore préside, habituellement un membre important du Parti majoritaire. Le Sénat est l'égal de la Chambre des délégués, la chambre basse de l'Assemblée générale. Toutefois les projets de lois budgétaires doivent émaner de la Chambre basse, tout comme au Congrès fédéral.

## Historique des législatures
| Années    | Partis    | Partis      | Total |
| --------- | --------- | ----------- | ----- |
| Années    |           |             | Total |
| Années    | Démocrate | Républicain | Total |
| 1900-1904 | 38        | 2           | 40    |
| 1904-1916 | 35        | 5           | 40    |
| 1916-1920 | 36        | 4           | 40    |
| 1920-1924 | 34        | 6           | 40    |
| 1924-1928 | 39        | 1           | 40    |
| 1928-1944 | 38        | 2           | 40    |
| 1944-1948 | 37        | 3           | 40    |
| 1948-1952 | 38        | 2           | 40    |
| 1952-1960 | 37        | 3           | 40    |
| 1960-1964 | 38        | 2           | 40    |
| 1964-1968 | 37        | 3           | 40    |
| 1968-1970 | 34        | 6           | 40    |
| 1970-1974 | 33        | 7           | 40    |
| 1974-1976 | 34        | 6           | 40    |
| 1976-1978 | 35        | 5           | 40    |
| 1978-1980 | 34        | 6           | 40    |
| 1980-1984 | 31        | 9           | 40    |
| 1984-1988 | 32        | 8           | 40    |
| 1988-1992 | 30        | 10          | 40    |
| 1992-1996 | 22        | 18          | 40    |
| 1996-2000 | 20        | 20          | 40    |
| 2000-2004 | 19        | 21          | 40    |
| 2004-2008 | 17        | 23          | 40    |
| 2008-2012 | 22        | 18          | 40    |
| 2012-2016 | 20        | 20          | 40    |
| 2016-2020 | 19        | 21          | 40    |
| 2020-2024 | 22        | 18          | 40    |
| 2024-2028 | 21        | 19          | 40    |